# Christian Ziege
Christian Ziege (Berlim, na antiga Berlim Ocidental, 1 de fevereiro de 1972) é um ex-futebolista e treinador de futebol alemão que jogava como lateral-esquerdo, e também chegou a atuar na posição de meio-campista. Atualmente, comanda o Pinzgau Saalfelden, que disputa a Regionalliga Austríaca.

## Carreira
Ziege iniciou a carreira em 1990, no Bayern de Munique, clube onde jogou até 1997, conquistando 4 títulos (2 Bundesligas, 1 Copa da UEFA - atual Liga Europa - e uma Liga-Pokal).
Jogou também por Milan (foi campeão italiano em 1997-98), Middlesbrough, Liverpool (conquistou 3 títulos durante a passagem de uma temporada pelos Reds) e Tottenham Hotspur antes de voltar ao futebol alemão, para defender o Borussia Mönchengladbach. Nos Potros, o lateral-esquerdo, cuja especialidade era a bola parada, jogou apenas 13 partidas na temporada 2004-05, prejudicado por uma lesão no tornozelo, que forçou sua aposentadoria em outubro de 2005, aos 33 anos.
Já aposentado, permaneceu no Borussia, como técnico do time sub-17, diretor de futebol, auxiliar-técnico e chegou a comandar o time por um jogo, em 2008. Em 2010, fez sua estreia como técnico em tempo integral, no Arminia Bielefeld, comandando a equipe em apenas 13 partidas. Entre 2011 e 2014, treinou as equipes sub-19 e sub-18 da Alemanha. Ziege voltaria a treinar clubes também em 2014, quando assumiu o comando técnico do SpVgg Unterhaching, exercendo o cargo por um ano.
Em 2015, foi anunciado como técnico do Atlético Baleares, da terceira divisão espanhola, onde permaneceu por 2 temporadas. Ziege ainda teve uma curta passagem de apenas 2 partidas pelo Ratchaburi Mitr Phol (Tailândia), em sua única experiência em um clube não-europeu, e desde abril de 2019, treina o Pinzgau Saalfelden, que disputa a terceira divisão do futebol austríaco.

## Seleção Alemã
Com passagens pelas equipes sub-21 e olímpica da Alemanha, Ziege estreou pela seleção principal em junho de 1993, contra o Brasil, mas não foi convocado por Berti Vogts para a Copa de 1994. Participou das Copas de 1998 e 2002, além das Eurocopas de 1996 (campeão), 2000 e 2004, onde não jogou devido a uma lesão sofrida em amistoso preparatório contra Malta. Com a camisa alemã, Ziege atuou em 72 partidas, marcando 9 gols.

## Títulos na Carreira

### Bayern de Munique
Campeão
- 1993-94 Bundesliga
- 1995-96 Copa da UEFA
- 1996-97 Bundesliga
- 1997-98 Liga-Pokal

Vice-campeão
- 1990-91 Bundesliga
- 1992-93 Bundesliga
- 1995-96 Bundesliga

### Milan
Campeão
- 1998-99 Serie A Italiana

### Liverpool
Vice-Campeão
- 2000-01 Copa da Liga

### Tottenham Hotspur
Vice-campeão
- 2001-02 Copa da Liga

### Alemanha
Campeão
- 1996 Euro

Vice-campeão
- 2002 Copa do Mundo